# María de la Purificación Vidal Pastor
Maria de la Purificación Vidal Pastor (ur. 14 września 1892 w Alzirze, zm. 21 września 1936) – błogosławiona Kościoła katolickiego.
Pochodziła z zamożnej rodziny. Została nauczycielką, a następnie wstąpiła do Akcji Katolickiej. W czasie wojny domowej w Hiszpanii została zamordowana. Miała 44 lata.
Beatyfikował ją w grupie Józef Aparicio Sanz i 232 towarzyszy papież Jan Paweł II 11 marca 2001 roku.